# Division I i bandy för damer 1987/1988
Division I i bandy för damer 1987/1988 var Sveriges högsta division i bandy för damer säsongen 1987/1988, Säsongen avslutades med att södergruppsvinnaren AIK för första gången svenska mästarinnor blev efter seger med 7-1 mot södergruppstvåan IF Boltic i finalmatchen på Söderstadion i Stockholm den 19 mars 1988.

## Upplägg
Lagen var indelade i två geografiskt indelade grupper, där de två bästa lagen i varje grupp gick vidare till slutspel om svenska mästerskapet. 

## Förlopp
Skytteligan vanns av Hanna Teerijoki, AIK med 50 fullträffar..

## Seriespelet

### Division I norra
| Nr | Lag            | S  | V | O | F | +/-     | P  |
| -- | -------------- | -- | - | - | - | ------- | -- |
| 1  | Sandvikens AIK | 10 | 9 | 0 | 1 | 55 - 10 | 18 |
| 2  | Uppsala BoIS   | 10 | 8 | 1 | 1 | 48 - 20 | 17 |
| 3  | Härnösands AIK | 10 | 5 | 2 | 3 | 50 - 38 | 12 |
| 4  | Strömsbro IF   | 10 | 3 | 0 | 7 | 31 - 52 | 6  |
| 5  | Ljusdals BK    | 10 | 2 | 1 | 7 | 26 - 53 | 5  |
| 6  | BK Ume-Trixa   | 10 | 1 | 0 | 9 | 23 - 60 | 1  |

### Division I södra
| Nr | Lag               | S  | V  | O | F | +/-     | P  |
| -- | ----------------- | -- | -- | - | - | ------- | -- |
| 1  | AIK               | 10 | 10 | 0 | 0 | 93 - 21 | 20 |
| 2  | IF Boltic         | 10 | 8  | 0 | 2 | 75 - 24 | 16 |
| 3  | Västanfors IF     | 10 | 5  | 0 | 5 | 46 - 44 | 10 |
| 4  | IK Göta           | 10 | 3  | 0 | 7 | 37 - 65 | 6  |
| 5  | Tranås BoIS       | 10 | 2  | 0 | 8 | 29 - 69 | 4  |
| 6  | Västerstrands AIK | 10 | 2  | 0 | 8 | 27 - 84 | 4  |

## Slutspel om svenska mästerskapet

### Semifinaler
- AIK-Uppsala BoIS 1-2, 6-4 (totalt 7-6)
- IF Boltic-Sandvikens AIK 1-2, 5-2 (totalt 6-4)

### Final
- 19 mars 1988: AIK-IF Boltic 7-1 (Söderstadion, Stockholm)